# 미야자키 환상도로
미야자키 환상도로(宮崎環状道路 미야자키 간쇼우도우로[*])는 미야자키현 미야자키시에서 사도와라초까지 이어주는 총연장이 약 24km에 이르고 있는 지역 고규격 도로이다. 그러니까 시가지 일대에 집중되어 있는 교통 흐름을 분산시키기 위해 이를 목적으로 설계되어 있다. 그래서 이 도로는 전 구간이 보조 노선으로 지정되어 있다. 또한 해당 도로는 10번 국도와 220번 국도 그리고 미야자키현도 제9호선을 위주로 이루고 있다.

## 정비 노선명
- 스미요시 도로(일본어판) (국도 제10호선)
- 미야자키 니시 환상선 (미야자키현도 제9호 미야자키 니시 환상선(일본어판))
- 미야자키미나미 바이패스(일본어판) (국도 제220호선, 겐도초 ~ 미야자키 나들목(일본어판)에 한정)